# Gustav IV. Adolf (Schweden)

Per Krafft d. Ä.: Gustav IV. Adolf, 1785

Per Krafft d. Ä.: Gustav IV. Adolf, 1793

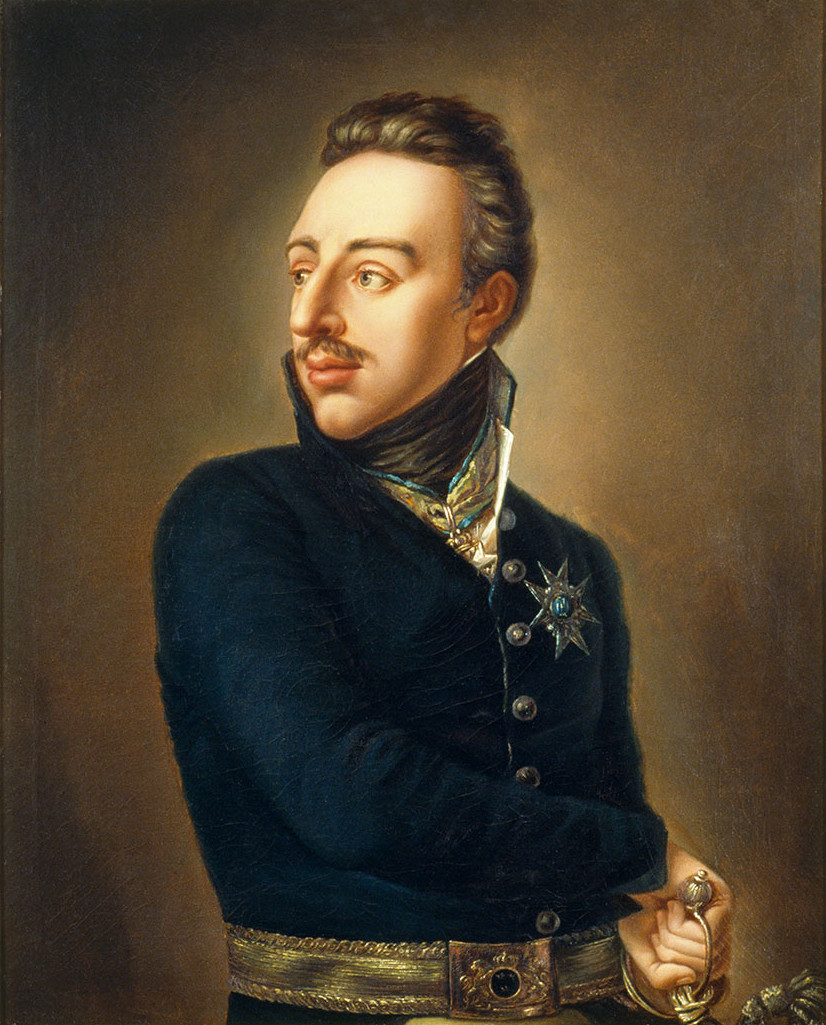
Per Krafft d. J.: Gustav IV. Adolf, 1809

Gustav IV. Adolf (* 1. November 1778 in Stockholm; † 7. Februar 1837 in St. Gallen) war von 1792 bis 1809 König von Schweden.

## Leben
Gustav IV. Adolf war der älteste Sohn von Gustav III. von Schweden und dessen Gemahlin Sophie von Dänemark. Sein einziger Bruder Karl Gustav starb 1783 im ersten Lebensjahr.

### König
Als sein Vater ermordet wurde, war Gustav dreizehn Jahre alt. Gustav lernte Latein und auch Finnisch. Auf Grund seiner Minderjährigkeit stand er bis 1796 unter der Vormundschaft seines Onkels Karl. Als dessen Vertrauter hatte Graf Gustaf Adolf Reuterholm in diesen ersten Jahren bedeutenden Einfluss und führte das sogenannte „Regime Reuterholm“. Gustaf Mauritz Armfelt, der von Gustav III. zum Statthalter für seinen Sohn ernannt worden war, plante 1793 mit Unterstützung der russischen Zarin Katharina II. einen Umsturz von Reuterholms Regierung, der jedoch aufgedeckt wurde. Armfelt gelang die Flucht nach Neapel.
Am 1. November 1796 wurde Gustav volljährig und übernahm die Regierung. 1797 heiratete er Prinzessin Friederike Dorothea von Baden, mit der er eine glückliche Ehe führte und fünf Kinder bekam. Auf dem einzigen von Gustav IV. einberufenen Reichstag in Norrköping 1800 wurde das Paar von Erzbischof Uno von Troil gekrönt. Schon 1799 hatte er Armfelt wieder in seine Ämter eingesetzt.
Der tief religiöse Gustav fühlte sich der Erweckungsbewegung zugezogen, worin ihn die Schriften von Johann Heinrich Jung-Stilling prägten. Er war einer der frühesten Vertreter des romantischen Historismus auf Europas Thronen und förderte Maler wie Caspar David Friedrich. 1803 musste Schweden auf englischen Druck hin seine Neutralität zunächst in der Handelspolitik aufgeben. Von Jung-Stilling entnahm Gustav die Interpretation des Antichristen der Offenbarung des Johannes als Napoleon. Wie sein Vorbild Gustav II. Adolf stilisierte er sich zum Retter des Protestantismus. Als sich Napoleon im Mai 1804 selbst zum Kaiser ernannte, brach Gustav IV. alle diplomatischen Verbindungen zu Frankreich ab und verbot auch den Verkauf französischer Schriften. Am 31. Oktober 1805 erklärte er als Mitglied der Dritten Koalition Frankreich den Krieg. Schwedische Truppen kamen allerdings im schon mit dem Vertrag von Schönbrunn am 15. Dezember 1805 mit einem Sieg Napoleons beendeten Dritten Koalitionskrieg kaum zum Einsatz. Der Versuch, Norwegen durch Armfelt erobern zu lassen, scheiterte, dieser wurde abgesetzt.
Nach dem Frieden von Tilsit, der am 7. Juli 1807 den Vierten Koalitionskrieg mit einem Bündnis zwischen Frankreich und Russland beendete, strebte Russland nach der Kontrolle über den Finnischen Meerbusen. Der Krieg begann am 21. Februar 1808 mit dem Einfall der russischen Truppen in Finnland. Dass Gustav IV. trotz der Niederlagen und der Gefahr eines dänischen Angriffs den Krieg fortsetzen wollte, brachte ihm das Misstrauen der schwedischen Öffentlichkeit ein. Dazu kamen die wirtschaftlichen Schwierigkeiten durch die Kontinentalsperre gegen Großbritannien, an der sich Schweden gezwungenermaßen beteiligte.
Im Zuge eines Staatsstreichs unter führender Beteiligung von Armfelt wurde Gustav IV. am 13. März 1809 auf Schloss Gripsholm gefangen gesetzt und am 29. März zur Abdankung gezwungen. Am 10. Mai setzte ihn der Ständereichstag formell ab und schloss ihn und seine Nachkommen von der Thronfolge aus. Sein Onkel wurde als Karl XIII. am 6. Juni neuer König. Durch weitere Niederlagen wurde Schweden unter seinem neuen König zur Kapitulation gezwungen. Im Vertrag von Fredrikshamn vom 17. September 1809 verlor es Finnland und Pommern an Russland.

### Nach der Absetzung
Friederike Dorothea, Gustav und seine Familie wurden des Landes verwiesen. Die Familie zog über Kopenhagen nach Deutschland, wo sie zunächst bei Friederike Dorotheas Mutter auf Schloss Bruchsal unterkam. 1810 verließ Gustav seine Familie auf der Suche nach einem einfachen Leben im Sinne des Herrnhutertums und zog nach Basel. Er nannte sich dort Graf von Gottorp nach dem Herzogtum Schleswig-Holstein-Gottorf, aus dem sein Vater stammte, und logierte in einem von ihm als „Kajüte“ (ehemals „Hotel drei Königen“. 1681–1844 wurde das Haus erstmals erwähnt als „Herrenherberge und Gasthof zu den drei Königen“) bezeichneten Zimmer über dem als Kloake dienenden, stinkenden Birsig. Zwischenzeitlich verließ er wieder die Stadt und lebte in Deutschland. Nach der Scheidung von seiner Frau im Jahr 1812 verwendete er auch andere Inkognito-Namen wie Herzog von Holstein-Eutin oder Oberst G. A. Gustafsson. 1815 erwarb er die Ruine der Itterburg und nannte sich zeitweise Herr oder Graf von Itter. 1818 kehrte er zum zweiten Mal nach Basel zurück und kaufte für 12.000 Franken das Haus St.-Johanns-Vorstadt 72, das heute mit einer Gedenktafel versehen ist. Im selben Jahr wurde er für 1.500 Franken Basler Bürger, nachdem er vor versammeltem Rat auf alle Vorrechte von Geburt und Stand verzichtet hatte. Er fand aber keinen bürgerlichen Frieden, denn Oberst Gustafsson fühlte sich geplagt, nicht ernst genommen und erregte sich am „unaufhörlichen Geschrei der calvinistischen Kinder beim sommerlichen Baden im sogenannten Entenloch am Rhein.“ Als ihm auch noch die Stelle eines Zeughausverwalters verweigert wurde, sandte er am 4. Februar 1822 den Basler Bürgerbrief ans Rathaus zurück.
Nach weiteren Jahren eines unsteten Wanderlebens kreuz und quer durch Europa, währenddessen er mit mehreren Frauen Kinder bekam, erreichte er 1834 St. Gallen. Dort fand er im „Wirtshaus zum Weissen Rössli“ Asyl und lebte höchst bescheiden drei Treppen hoch in zwei kleinen Stuben des Wirtshauses. Dort starb er drei Jahre später an einem Schlaganfall. Am 28. Februar wurde der Sarg Gustavs IV. von St. Gallen nach Burg Eichhorn in Mähren geleitet, wo sein Sohn, der österreichische Feldmarschallleutnant Gustav, Prinz von Wasa, lebte. 1884 wurde Gustav IV. zusammen mit seinem Sohn in die Riddarholmskirche nach Stockholm überführt und dort beigesetzt.
Die Geschichte betrachtete Gustav IV. lange Zeit als eine inkompetente, eigensinnige und manchmal sogar als geistig beeinträchtigte Persönlichkeit, deren Außenpolitik zur Katastrophe wurde. Eine neuere Analyse seiner Regierungszeit fiel freundlicher aus und legte beispielsweise nahe, dass seine antifranzösische Außenpolitik teilweise eine Folge der starken Handelsabhängigkeit Schwedens von Großbritannien war. Während seiner Regierungszeit wurden auch wichtige Wirtschaftsreformen durchgeführt, so 1807.

## Trivia
Es wurde auch behauptet, dass Graf Adolf Friedrich Munck von Fulkila Gustavs Vater war. Er soll Gustav III. in dessen erster Liebesnacht mit der Königin Beistand geleistet haben, als der Herrscher in sexuelle Schwierigkeiten geraten war.

## Bibliothek
Seine Bibliothek wurde im Jahre 1924 durch die Hamburger Buchhandlung L. Friedrichsen & Co versteigert (Die Wasa-Bibliothek. Vorwort von Fedor von Zobeltitz). Bis zu ihrem Verkauf wurde sie in Dresden, im sog. Georgenbau des Residenzschlosses, verwahrt. Die Bemühungen einer Rückführung in schwedischen Besitz scheiterten. „Die umfangreiche Sammlung ist ein Spiegelbild des geistigen Lebens ihres ersten Besitzers. König Gustav war vielleicht selbst ein Bibliophile […] Ein großer Teil der Bücher ruht in kostbaren Einbänden […]. Den Hauptstamm der Sammlung bildet Geschichtliches und Geographisches, Deutschsprachiges ist wenig vorhanden, schwedische Literatur gar nicht, ungemein reichhaltig dagegen die französische […]. Da es nun leider das Schicksal der Wasabibliothek zu sein scheint, auseinandergerissen zu werden, so wird dieser mit besonderer Sorgfalt hergestellte Katalog ein dauerndes Bild eines königlichen Sammlergeistes bleiben“ (Vorwort).

## Ehe und Nachkommen
Gustav war von 1797 bis 1812 mit Friederike Dorothea von Baden verheiratet, mit der er folgende Kinder hatte:
- Gustav (* 9. November 1799; † 4. August 1877), Kronprinz von Schweden, trug nach dem Sturz seines Vaters den Titel „Prinz von Wasa“
- Sophie Wilhelmine (* 21. Mai 1801; † 6. Juli 1865) ⚭ 1819 Leopold, Großherzog von Baden
- Karl Gustav (* 2. Dezember 1802; † 10. September 1805), Großherzog von Finnland
- Amalie (* 22. Februar 1805; † 31. August 1853), Prinzessin von Schweden
- Cäcilie (* 22. Juni 1807; † 27. Januar 1844) ⚭ 1831 August, Großherzog von Oldenburg.

Nach 1812 zeugte er mehrere uneheliche Kinder, die er größtenteils nicht anerkannte.

## Vorfahren
|  |                                                             |  |  |  |  |  |  |  |  |  |  |  |  |
|  | Christian August von Schleswig-Holstein-Gottorf (1673–1726) |  |  |  |  |  |  |  |  |  |  |  |  |
|  |                                                             |  |  |  |  |  |  |  |  |  |  |  |  |
|  |                                                             |  |  |  |  |  |  |  |  |  |  |  |  |
|  | Adolf Friedrich König von Schweden (1710–1771)              |  |  |  |  |  |  |  |  |  |  |  |  |
|  |                                                             |  |  |  |  |  |  |  |  |  |  |  |  |
|  |                                                             |  |  |  |  |  |  |  |  |  |  |  |  |
|  | Albertina Friederike von Baden-Durlach (1682–1755)          |  |  |  |  |  |  |  |  |  |  |  |  |
|  |                                                             |  |  |  |  |  |  |  |  |  |  |  |  |
|  |                                                             |  |  |  |  |  |  |  |  |  |  |  |  |
|  | Gustav III. König von Schweden (1746–1792)                  |  |  |  |  |  |  |  |  |  |  |  |  |
|  |                                                             |  |  |  |  |  |  |  |  |  |  |  |  |
|  |                                                             |  |  |  |  |  |  |  |  |  |  |  |  |
|  | Friedrich Wilhelm I. König in Preußen (1688–1740)           |  |  |  |  |  |  |  |  |  |  |  |  |
|  |                                                             |  |  |  |  |  |  |  |  |  |  |  |  |
|  |                                                             |  |  |  |  |  |  |  |  |  |  |  |  |
|  | Luise Ulrike von Preußen (1720–1782)                        |  |  |  |  |  |  |  |  |  |  |  |  |
|  |                                                             |  |  |  |  |  |  |  |  |  |  |  |  |
|  |                                                             |  |  |  |  |  |  |  |  |  |  |  |  |
|  | Sophie Dorothea von Hannover (1687–1757)                    |  |  |  |  |  |  |  |  |  |  |  |  |
|  |                                                             |  |  |  |  |  |  |  |  |  |  |  |  |
|  |                                                             |  |  |  |  |  |  |  |  |  |  |  |  |
|  | Gustav IV. Adolf König von Schweden                         |  |  |  |  |  |  |  |  |  |  |  |  |
|  |                                                             |  |  |  |  |  |  |  |  |  |  |  |  |
|  |                                                             |  |  |  |  |  |  |  |  |  |  |  |  |
|  | Christian VI. König von Dänemark, (1699–1746)               |  |  |  |  |  |  |  |  |  |  |  |  |
|  |                                                             |  |  |  |  |  |  |  |  |  |  |  |  |
|  |                                                             |  |  |  |  |  |  |  |  |  |  |  |  |
|  | Friedrich V. König von Dänemark (1723–1766)                 |  |  |  |  |  |  |  |  |  |  |  |  |
|  |                                                             |  |  |  |  |  |  |  |  |  |  |  |  |
|  |                                                             |  |  |  |  |  |  |  |  |  |  |  |  |
|  | Sophie Magdalene von Brandenburg-Kulmbach (1700–1770)       |  |  |  |  |  |  |  |  |  |  |  |  |
|  |                                                             |  |  |  |  |  |  |  |  |  |  |  |  |
|  |                                                             |  |  |  |  |  |  |  |  |  |  |  |  |
|  | Sophie Magdalene von Dänemark (1746–1813)                   |  |  |  |  |  |  |  |  |  |  |  |  |
|  |                                                             |  |  |  |  |  |  |  |  |  |  |  |  |
|  |                                                             |  |  |  |  |  |  |  |  |  |  |  |  |
|  | Georg II. König von Großbritannien (1683–1760)              |  |  |  |  |  |  |  |  |  |  |  |  |
|  |                                                             |  |  |  |  |  |  |  |  |  |  |  |  |
|  |                                                             |  |  |  |  |  |  |  |  |  |  |  |  |
|  | Louise von Großbritannien (1724–1751)                       |  |  |  |  |  |  |  |  |  |  |  |  |
|  |                                                             |  |  |  |  |  |  |  |  |  |  |  |  |
|  |                                                             |  |  |  |  |  |  |  |  |  |  |  |  |
|  | Caroline von Brandenburg-Ansbach (1683–1737)                |  |  |  |  |  |  |  |  |  |  |  |  |
|  |                                                             |  |  |  |  |  |  |  |  |  |  |  |  |
|  |                                                             |  |  |  |  |  |  |  |  |  |  |  |  |